# Amelia Robertson Hill
Amelia Robertson Hill (Dunfermline, 15 de janeiro de 1821 — Edimburgo, 5 de julho de 1904), foi uma proeminente artista e escultora escocesa.

## Vida
Ela nasceu em Wooer's Alley, Dunfermline, filha do colecionador damasceno Joseph Neil Paton (1797–1874) e Catherine McDiarmid. Foi irmã dos artistas Joseph Noel Paton (1821–1901) e Waller Hugh Paton (1828–1895).